# Tamnoleđi galeb
Tamnoleđi galeb (Larus fuscus) je veliki galeb koji se razmnožava na atlantskim obalama Europe. Ptica selica je, ljetuje na Britanskim otocima, a zimi seli do zapadne Afrike. Redoviti je zimski posjetitelj istočne obale Sjeverne Amerike, vjerojatno iz matične populacije na Islandu.

## Opis
Tamnoleđi galeb manji je od srebrnastog galeba. Taksonomija kompleksa srebrnastog galeba / tamnoleđeg galeba vrlo je složena; različiti znanstveni autoriteti priznaju između dvije i osam vrsta. Ova skupina ima prstenastu rasprostranjenost oko sjeverne polutke. Razlike između susjednih oblika u ovom prstenu prilično su malene, ali za dva krajnja oblika je očito da su različite vrste. Tamnoleđi galeb velik je od 51 do 64 cm, ima raspon krila između 124 i 150 cm, a težak je između 452 i 1100 grama. Nominalna podvrsta je u prosjeku nešto manja od ostale dvije podvrste. Mužjaci su prosječne težine 824 g, a ženke 708 g. U odnosu na Larus Marinus, tamnoleđi galeb je puno manja ptica, vitkije građe, žutih, a ne ružičastih nogu, i manjih bijelih "zrcala" na vrhovima krila. Odrasli imaju crna ili tamno siva krila (ovisno o podvrsti) i leđa. Kljun je žut s crvenom mrljom po kojoj mladi kljucaju, potičući hranjenje (vidi fiksni obrazac djelovanja). Glava je zimi sivija, za razliku od Larus marinus. Godišnja mitarenje za odrasle započinje između svibnja i kolovoza, a kod nekih ptica završava se tek u studenom.
Mlade ptice imaju ljuskava crno-smeđa leđa i uredan uzorak krila. Treba im četiri godine da dostignu zrelost. Mladi se galebovi najlakše prepoznaju po čvrstom tamnom tercijalnom perju.
Njihovo je glasanje "smijeh" poput krika srebrnastog galeba, ali s izrazito dubljim tonom.

## Razmnožavanje
Ova se vrsta gnijezdi u kolonijama na obalama i jezerima, praveći gnijezda poredana u niz na tlu ili litici. Ženka obično polaže tri jaja. U nekim gradovima vrsta se gnijezdi u urbanom okruženju, često zajedno sa srebrnastim galebovima.

## Taksonomija
Tamnoleđi galeb jedna je od mnogih vrsta koje je Carl Linné izvorno opisao u svom 10. izdanju Systema Naturae iz 1758. godine i još uvijek nosi izvorno latinsko ime Larus fuscus. pri čemu je fuscus vjerojatno bila referenca na crnu ili smeđu boju.

### Podvrste
Pet priznatih podvrsta su: 
- L. f. graellsii Brehm, 1857: Grenland, Island, Farski otoci, Britanski otoci, zapadna Europa - ima tamno sivi plašt
- L. f. intermedius Schiøler, 1922 : Nizozemska, Njemačka, Danska, jugozapadna Švedska i zapad Norveške - ima čađavo crni plašt
- L. f. fuscus Linnaeus, 1758: sjeverna Norveška, Švedska i Finska do Bijelog mora - ima sjajno crni plašt
- L. f. heuglini Bree, 1876: sjeverna Rusija do sjeverno-središnjeg Sibira, poznat kao Heuglinov galeb, prije se smatrao zasebnom vrstom.
- L. f. barabensis Johansen, 1960 : Srednja Azija

## Vanjske poveznice
|  | Zajednički poslužitelj ima još gradiva o temi Larus fuscus |
|  | Wikivrste imaju podatke o taksonu Larus fuscus             |

- Lesser black-backed gull pages on www.gull-research.org
- Lesser black-backed gulls in Amsterdam